# Канна (знак)

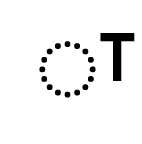

Канна — внутристрочный диакритический знак (пандж. мукта) письменности гурмукхи. Канна пишется слитно и стоит после согласной буквы. Знак канна является огласовкой придающей согласному долгий гласный «А».
- Пример: ਇਰਾਕ — Ирак.

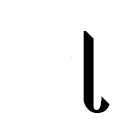
Гуджаратский кано
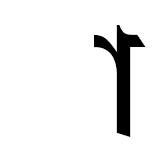
Бенгальский акар
Деванагрическая канна